# Роде у магли
Роде у магли је српски дводелни телевизијски филм из 2009. године, представља наставак телевизијске серије Вратиће се роде. Режирао га је Горан Гајић, а сценарио је написао Милош Радовић, док је косценариста био Ранко Божић.

## Радња
У Баранди мирно живе и раде Марина, Шваба, Ексер и Дуле. Међутим неколико дана пре Нове године долази Шприцер, Ексеров и Дулетов ортак из ране младости, који је у проблему и тражи њихову помоћ. 
Шваба, Марина, Ексер, Дуле и други, суочити ће се са са великим искушењем које стиже из света којем су и сами некада припадали. Иако промењени, видети ћемо како ће се успети изборити за живот какав су  желели.

## Улоге
| Глумац               | Улога                       |
| -------------------- | --------------------------- |
| Никола Ђуричко       | Предраг Швабић, „Шваба“     |
| Драган Бјелогрлић    | Александар Вранцов, „Ексер“ |
| Срђан Тодоровић      | Душко Кртола, „Дуле Пацов“  |
| Никола Ристановски   | Шприцер                     |
| Бранимир Брстина     | Миленко Милетин             |
| Нада Шаргин          | Марина                      |
| Горан Радаковић      | Крунослав Мишић, „Крља“     |
| Радослав Миленковић  | Ратко, „Рака“               |
| Владица Милосављевић | Бранка                      |
| Мирјана Јоковић      | Сања Гајић                  |
| Весна Тривалић       | Душанка                     |
| Вук Костић           | Шеширић                     |
| Марина Воденичар     | Славица Вулин               |
| Сања Радишић         | Надица Вулин                |
| Бранка Пујић         | Шефица                      |
| Вања Милачић         | Миланка                     |
| Милован Филиповић    | Пумпаџија                   |
| Љубомир Бандовић     | Завиша Антић, „Аки“         |
| Марко Јеремић        | Инспектор                   |
| Муса Халиловић       | Муса                        |
| Милан Марић Шваба    | Киза                        |
| Рајко Продановић     | Бескућник                   |